# 特斯拉欧洲超级工厂
特斯拉欧洲超级工厂 (英語：Tesla Gigafactory Berlin-Brandenburg)位于德国格倫海德柏林勃蘭登堡機場附近，是特斯拉在歐洲的第一個汽车製造基地。
该工厂原計劃在2021年初開始投產，但因為行政問題工廠的建設被推遲，其後又因為環評問題進一步推遲開幕日期。最終在2022年3月22日，工廠正式開業。

## 历史

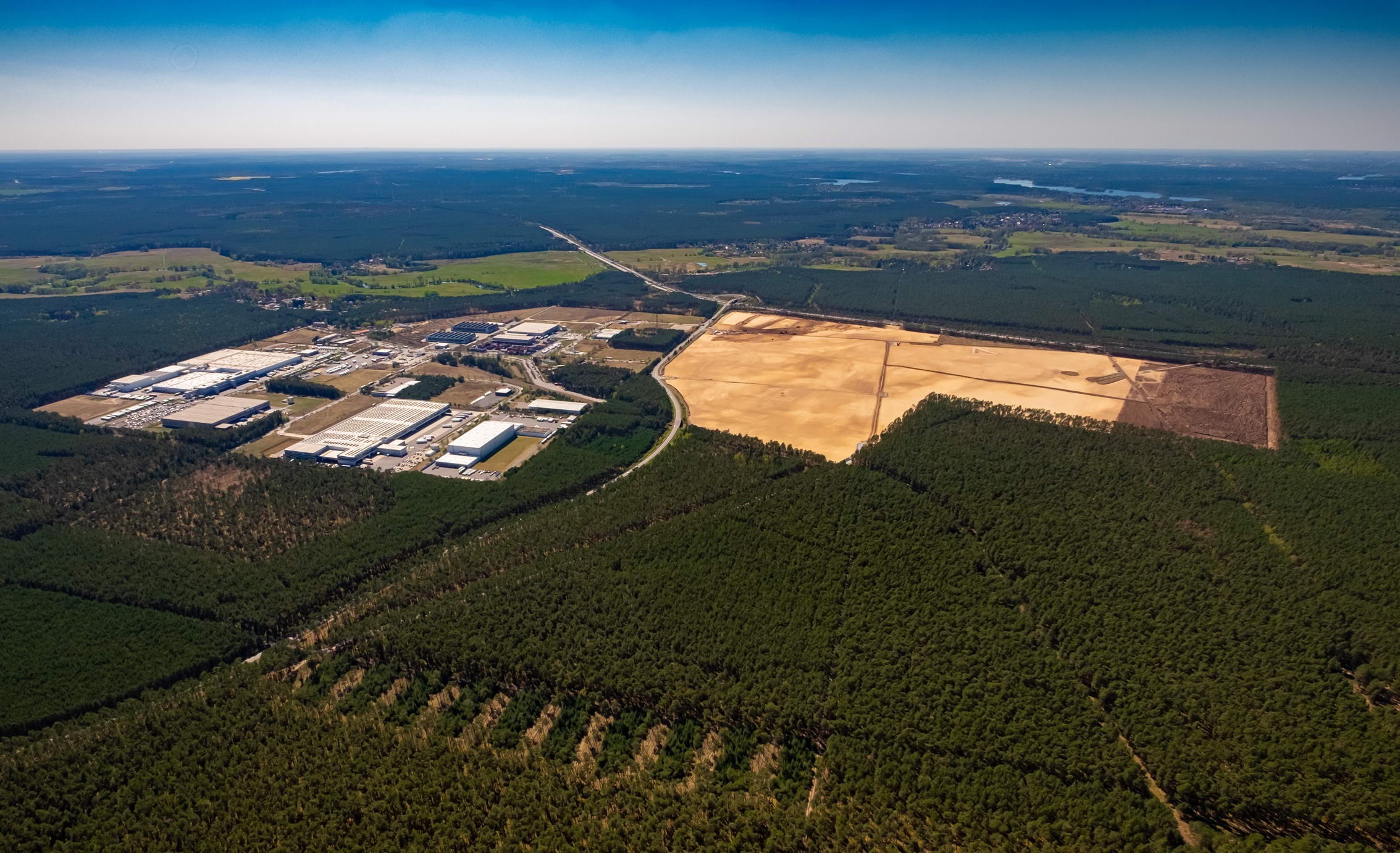
2020年4月正在興建中的超级工厂。

2019年11月12日特斯拉首席执行官伊隆·马斯克在柏林宣布这项企业计划，主要是为特斯拉供应电池，電池組以及动力总成，未来还计划组装Tesla Model Y。
工厂地址位于德国柏林东南方向35（20英里）的勃兰登堡州格林海德，位於柏林市中心東南35公里外，靠近德国10号高速公路，位於柏林-弗羅茨瓦夫鐵路旁。工厂计划于2020年早期开始投建，后由于当地环境问题推迟开工建设到2020年七月。
2021年10月9日，伊隆·马斯克來到特斯拉欧洲超级工厂現場，慶祝工廠完工。2022年3月5日，德国勃兰登堡环境部宣布，特斯拉欧洲超级工厂获得有条件许可，但還不可以立即开工生产。
2022年3月22日，埃隆·马斯克宣布特斯拉欧洲超级工厂正式开业。
2024年5月，受抗议活动影响，该工厂停产4天。同年8月，该工厂员工的请病假率攀升至17%，是去年德国汽车行业平均水平的三倍多，同时另有工厂管理人员前往病假员工家中探访引起员工的强烈反对。病假率情况被德国《商报》报道后，埃隆·马斯克表示正在跟进此事。同时，欧洲最大工会IG Metall的当地负责人Dirk Schulze就家访一事表态称此举荒谬，并表示有工人称工厂的工作量极高、工厂管理层向生病的员工施加压力，而健康的员工则被要求承担额外的工作量等等。